# WCW Mayhem (videospil)
WCW Mayhem er et videospil som blev udgivet til PlayStation, Nintendo 64 og Gameboy Color i august 1999.

## Roster

### WCW
- Goldberg
- Sting
- Diamond Dallas Page
- Randy Savage
- Booker T
- Rick Steiner
- Bret Hart
- Buff Bagwell
- Konnan
- Ernest Miller
- Curt Hennig
- Barry Windham
- Bobby Duncum, Jr.
- Kenny Kaos
- Norman Smiley
- Wrath
- Sgt. Buddy Lee Parker
- Bobby Eaton
- Bobby Blaze

### nWo Black & White
- Horace Hogan
- Scott Norton
- Stevie Ray
- Eric Bischoff

### nWo Wolfpac
- Hollywood Hulk Hogan
- Scott Steiner
- Kevin Nash
- Lex Luger
- Scott Hall
- Disco Inferno
- Wolfpac Sting

### Horsemen
- Ric Flair
- Arn Anderson
- Chris Benoit
- Dean Malenko
- Steve McMichael

### Cruiserweight
- Rey Mysterio, Jr.
- Billy Kidman
- Eddie Guerrero
- Juventud Guerrera
- Chris Jericho
- Psychosis
- Chavo Guerrero
- La Parka
- Alex Wright
- Kaz Hayashi
- Lash LeRoux
- Lizmark, Jr.
- Prince Iaukea

### Hardcore
- Raven
- Perry Saturn
- Bam Bam Bigelow
- Chris Kanyon
- Mean Gene
- Sonny Onoo
- Doug Dillinger
- Jimmy Hart